# Yusuke Naora
 (juillet 2018).
Si vous disposez d'ouvrages ou d'articles de référence ou si vous connaissez des sites web de qualité traitant du thème abordé ici, merci de compléter l'article en donnant les références utiles à sa vérifiabilité et en les liant à la section « Notes et références ».
Yūsuke Naora (直良 有祐, Naora Yūsuke, né le 9 juin 1971) est un directeur artistique de jeux vidéo japonais. Il a travaillé notamment pour la société Square, puis SquareEnix. Il s'occupe de la création des personnages dans la série SaGa.

## Travaux
- Final Fantasy VI, 1994, création des graphismes terrains
- Chrono Trigger, 1995, field graphic designer
- Final Fantasy VII, 1997, directeur artistique
- Final Fantasy VIII, 1999, directeur artistique
- Final Fantasy X, 2001, directeur artistique
- Front Mission 4, 2003, character designer
- Before Crisis: Final Fantasy VII, 2004, art supervisor
- Final Fantasy VII Advent Children, 2005, directeur artistique
- Dirge of Cerberus: Final Fantasy VII, 2006, art supervisor
- The Last Remnant, 2008 directeur artistique
- Final Fantasy VII Remake, 2020, directeur artistique